# ویوندی گیمز
ویوندی گیمز (انگلیسی: Vivendi Games) شرکت بازی ویدئویی آمریکایی است، که در سال ۱۹۹۶ تأسیس شد.